# Candelariodon
Candelariodon é um gênero de cinodonte encontrado em depósitos do Triássico Médio no Rio Grande do Sul, Brasil. Há uma única espécie descrita para o gênero Candelariodon barberenai. O restos fósseis, compreendendo uma mandíbula parcial com alguns dentes completos, foram encontrados na formação Santa Maria.